# سهره چهچهه‌زن بولیوی
سهره چهچهه‌زن بولیوی (نام علمی: Poospiza boliviana) نام یک گونه از سرده سهره چهچهه‌زن است.